# 安溪土楼
安溪土楼，又称西坪土楼，位于中国福建省泉州市安溪县西坪镇，由映宝楼、聚斯楼、泰山楼三座土楼组成。
- 映宝楼，位于平原村培田角落，始建于明洪武五年（1372年），生土夯筑，墙基厚2.3米。二层，计72间。院中有亭，正门石拱，上镌“映宝楼 雍正庚戌秋吉日立”；正大门前是半亩方塘，立夹杆石两对。[2]
- 聚斯楼，位于赤石村长坑角落，明末始建，生土夯筑，建筑保持清中期风格。坐北朝南，占地面积9048平方米，外墙为巨形溪卵石堆砌，内为回形三层建筑，由主体建筑、“虎牙”、池亭（丹池）、蜈蚣须护翼组成，通高10.2米，长31.4米，宽31.2米，墙基厚2.2米。[2]

- 泰山楼，又称“梅记土楼”，位于南岩村，建于清光绪十八年（1892年）[3]。

2009年11月16日，聚斯楼、映宝楼以“西坪土楼”的名称公布为第七批福建省文物保护单位。2019年10月7日，安溪土楼被公布为第八批全国重点文物保护单位。